# Sangalopsis pyrgion
Sangalopsis pyrgion là một loài bướm đêm trong họ Geometridae.